# Euplexaura rubra
Euplexaura rubra is een zachte koraalsoort uit de familie Plexauridae. De koraalsoort komt uit het geslacht Euplexaura. Euplexaura rubra werd in 1910 voor het eerst wetenschappelijk beschreven door Nutting. 